# Lanosterolo
Il lanosterolo è uno sterolo. È il composto precursore di tutti gli steroidi. Viene biosintetizzato a partire dallo squalene.

## Biosintesi
.
| Descrizione | Reazione | Enzima                   |
| Il dimetilallil pirofosfato reagisce con il 3-isopentenil pirofosfato per formare geranil pirofosfato           |          | dimetilallil transferasi |
| Il geranil pirofosfato reagisce ulteriormente con il 3-isopentenil pirofosfato per formare farnesil pirofosfato |          | geranil transferasi      |
| Due molecole di farnesil pirofosfato condensano per formare presqualene pirofosfato                             |          | squalene sintasi         |
| Il presqualene pirofosfato viene ridotto dal NADPH per formare squalene                                         |          | squalene sintasi         |
| Lo squalene è ossidato a 2,3-ossidosqualene (squalene 2,3-epossido)                                             |          | squalene monoossigenasi  |
| Il 2,3-ossidosqualene è convertito in un carbocatione protosterolo                                              |          | lanosterolo sintasi      |
| Il carbocatione protosterolo riarrangia a lanosterolo                                                           |          |                          |

Schema semplificato della via biosintetica che porta alla sintesi del lanosterolo, sono riportati solo gli intermedi principali: isopentenil pirofosfato (IPP), dimetilallil pirofosfato (DMAPP), geranil pirofosfato (GPP), e squalene

Il lanosterolo è stato utilizzato in un composto, che in laboratorio, su animali si é dimostrato capace di portare buoni miglioramenti in casi di cataratta, come riportato su Science di Novembre 2015.